# Pí (film)
Pí (v anglickém originále Pi, v názvu filmu stylizováno jako π) je americký debutový film režiséra Darrena Aronofského z roku 1998. Byl natočen na vysoce kontrastní černobílý film a Aronofsky za něj v témže roce získal cenu za nejlepší režii na prestižním Sundance Film Festival.
Název snímku odkazuje na matematickou konstantu pí. Témata filmu se týkají náboženství, mystiky a jejich vztahu se světem matematiky.
Děj vypráví o matematikovi a poukazuje na kontrasty mezi nedokonalou a iracionální lidskostí a přesností matematiky, obzvláště teorie čísel.
V hlavní roli se ve filmu objevil Aronfského kamarád a spolužák Sean Gullette.

## Děj
Film vypráví o geniálním matematikovi Maxovi, který se snaží předvídat změny akcií na burze, čímž na sebe přiláká nechtěnou pozornost ortodoxní židovské sekty a dalších lidí.
Max Cohen, který žije v New Yorku, je číselným teoretikem. Věří, že všechno lze popsat pomocí čísel a že matematika je jazykem přírody. Trpí silnými periodickými bolestmi hlavy (Hortonův syndrom), dále také paranoií, halucinacemi a sociálně úzkostnou poruchou. Jeho jedinými společenskými kontakty jsou Jenna, malá dívka, kterou fascinují jeho početní schopnosti, Devi, jeho mladá sousedka, a Sol Robenson, jeho bývalý profesor matematiky, který je nyní v invalidním důchodu.
Max se snaží vytvořit počítačový program, který by předvídal výsledky na burze. Jeho počítač Euclid při jednom z pokusů vytiskne 216místné číslo a pak přestane fungovat. Naštvaný Max výtisk vyhodí. Následujícího dne zjistí, že předpověď Euclidu byla správná. Sol Robenson mu sdělil, že před lety narazil na stejné 216místné číslo. Zároveň však upozorňuje Maxe, aby myslel na oddech a aby zpomalil.
V kavárně potkává Max Lennyho Meyera, chasidistu, který provádí matematický výzkum Tóry. Maxe také kontaktují agenti z Wall Street a chtějí od něj výsledky jeho práce výměnou za výkonný počítačový čip.
S jeho použitím Max pomocí Euclidu analyzuje Tóru. Opět se zobrazí 216místné číslo, načež počítač přestane fungovat. Max rychle opisuje číslo, během toho pochopí celý vzorec, následně však omdlívá. Po probuzení mu dochází, že je schopen pomocí tohoto vzorce předvídat vývoj na burze. Jeho bolesti hlavy však sílí. Zjišťuje, že na pravém spánku má bouli připomínající žílu. Max se pohádá se Solem, který mu radí, aby přestal s prací.
Jednoho večera unesou agenti z burzy Maxe a snaží se ho přinutit, aby jim vysvětlil daný vzorec. Nalezli původní výtisk, který Max vyhodil. Při pokusu manipulovat s burzou však způsobili zhroucení trhu s akciemi. Kolem jede Lenny, který pomůže Maxovi dostat se pryč. Lenny ho však bere za svými společníky do nedaleké synagogy. Ti po něm chtějí prozradit ono 216místné číslo v domnění, že s jeho pomocí odhalí tajné jméno Boha. Max odmítá a tvrdí, že číslo bylo odhaleno právě jemu, na zdroj čísla nehledě.
Max uprchne a jde navštívit Sola. Zjišťuje však, že Sol mezitím zemřel na mrtvici. U něj doma ale nalezne papírek s číslem.
Ve svém bytě později Max podlehne dalšímu záchvatu silné bolesti hlavy, avšak nevezme si prášky. Na pokraji šílenství začne ničit části Euclidu. Max věří, že číslo a bolesti hlavy jsou propojeny, a proto se podstatu čísla pokouší odhalit právě skrze bolesti. Max omdlívá. Vidí sebe v bílé prázdnotě, jak opakuje cifry onoho čísla. Po probuzení ve svém zničeném bytě zapálí papírek s číslem a provede si improvizovanou trepanaci vrtem do lebky.
V následující scéně, která se odehrává později, přichází k Maxovi, který sedí v parku, malá Jenna a chce po něm spočítat z hlavy 748/238 (což je přibližně rovno pí). Max se usmívá a řekne jí, že odpověď nezná. Klidně sedí na lavičce a pozoruje, jak se stromy hýbou ve větru.

## Hrají
- Sean Gullette jako Maximillian „Max“ Cohen
- Mark Margolis jako Sol Robeson
- Ben Shenkman jako Lenny Meyer
- Samia Shoaib jako Devi
- Pamela Hart jako Marcy Dawson
- Stephen Pearlman jako Rabbi Cohen
- Ajay Naidu jako Farouq
- Kristyn Mae-Anne Lao jako Jenna
- Lauren Fox jako Jenny Robeson
- Clint Mansell jako fotograf (cameo role skladatele soundtracku k filmu)

## Distribuce
Film měl rozpočet pouhých 68 000 dolarů, avšak i přes omezenou kinodistribuci vydělal ve Spojených státech přes 3 milióny dolarů. V Česku nebyl distribuován v kinech, byl pouze vydán na DVD.